# Tempo Land Rover 86
Der Tempo Land Rover 86  ist ein Geländewagen von Vidal & Sohn Tempo-Werk in Hamburg-Harburg. Der Wagen ist ein abgewandelter Lizenznachbau des Land Rover Series I.

## Entwicklung
Nach dem Produktionsstopp des Land Rover mit kurzem Radstand zum Jahresende 1953 stellte Tempo ebenfalls auf den längeren Radstand mit 86 Zoll (2184 mm) um. Der Motor mit 1595 cm³ Hubraum stand ebenfalls nicht mehr zur Verfügung und wurde durch einen 2-l-Motor mit deutlich mehr Drehmoment abgelöst. Das neue Modell, gebaut ab August 1953, erhielt nun, wie beim Original, eine Karosserie mit Aluminiumbeplankung. Die früheren Staukästen in den Vorderkotflügeln entfielen bei der Version mit aufgenieteten Alublechen. Das Reserverad wurde auf der Motorhaube befestigt. Der Zugang zu der deutlich verlängerten Längssitzbank hinten erfolgte über eine neue Heckklappe. Dadurch musste der Beifahrersitz nicht mehr klappbar sein und es konnte auf Wunsch ein weiterer Tank unter diesem Sitz eingebaut werden. Durch den längeren Radstand vergrößerte sich der Wendekreis von 12,2 m auf 12,8 m. Die Wattiefe betrug weiterhin 500 mm. 
Von diesem Typ wurden genau 150 Stück hergestellt und damit die vereinbarte Lizenz über 250 Stück zusammen mit den 100 Fahrzeugen des LR 80 abgearbeitet. Da ab 1955 rund 50 % von Vidal & Sohn an Hanomag übertragen wurden, stand eine Lizenzverlängerung nicht zur Debatte.

## Technische Daten
| Fahrzeugtyp                 | Land Rover 86                                                 |                                                               |
| --------------------------- | ------------------------------------------------------------- | ------------------------------------------------------------- |
| Bauzeitraum                 | 1953–1953                                                     | 1953–1953                                                     |
| Motor                       | Viertakt-Ottomotor Motorblock und Zylinderkopf aus Grauguss   | Viertakt-Ottomotor Motorblock und Zylinderkopf aus Grauguss   |
| Hubraum                     | 1997 cm³                                                      | 1997 cm³                                                      |
| Bohrung × Hub               | 77,8 mm × 105 mm                                              | 77,8 mm × 105 mm                                              |
| Vergaser                    | Solex                                                         | Solex                                                         |
| Verdichtung                 | 6,8 : 1                                                       | 6,8 : 1                                                       |
| max. Leistung               | 39 kW (52 PS) bei 4000/min                                    | 39 kW (52 PS) bei 4000/min                                    |
| max. Drehmoment             | 137 Nm bei 1500/min                                           | 137 Nm bei 1500/min                                           |
| Antrieb                     | Viergang-Schaltgetriebe, zuschaltbarer Allradantrieb          | Viergang-Schaltgetriebe, zuschaltbarer Allradantrieb          |
| Karosserie                  | Leichtmetallkarosserie mit Stahlskelett auf Kastenrahmen      | Leichtmetallkarosserie mit Stahlskelett auf Kastenrahmen      |
| Radaufhängung               | Starrachsen mit Blattfedern vorn und hinten                   | Starrachsen mit Blattfedern vorn und hinten                   |
| Lenkung                     | Schnecke mit Rollfinger                                       | Schnecke mit Rollfinger                                       |
| Bremsen                     | Trommeln hydraulisch betätigt                                 | Trommeln hydraulisch betätigt                                 |
| Räder und Reifen            | 6.00-16 auf 5.0 16" Stahlscheibenrädern (auf Wunsch 7.00 x16) | 6.00-16 auf 5.0 16" Stahlscheibenrädern (auf Wunsch 7.00 x16) |
| Radstand                    | 2184 mm                                                       | 2184 mm                                                       |
| Maße L × B × H              | 3570 mm × 1590 mm × 1940 mm                                   | 3570 mm × 1590 mm × 1940 mm                                   |
| Kofferraum                  | nicht bekannt                                                 | nicht bekannt                                                 |
| Leergewicht (getankt):      | 1224 kg                                                       | 1224 kg                                                       |
| Zuladung                    | 451 kg                                                        | 451 kg                                                        |
| Höchstgeschwindigkeit       | 95 km/h                                                       | 95 km/h                                                       |
| Beschleunigung (0–100 km/h) | nicht bekannt                                                 | nicht bekannt                                                 |
| Kraftstofftank              | 40 Liter (Zusatztank auf Wunsch)                              | 40 Liter (Zusatztank auf Wunsch)                              |
| Stückzahl                   | 150                                                           | 150                                                           |